# Herre, du för oss i nåd
Herre, du för oss i nåd är en psalm skriven av Johan Olof Wallin.
|  |
|  |

## Publicerad i
- 1819 års psalmbok som nr 447 under rubriken "Före och efter måltiden".[1]